# Vùng đô thị Phoenix
Vùng đô thị Phoenix thường được gọi là Thung lũng của mặt trời, là một vùng đô thị nằm ở tiểu bang Arizona, Hoa Kỳ. Trung tâm vùng đô thị là thành phố Phoenix. Đây là vùng đô thị lớn thứ 14 Hoa Kỳ. 
Ngoài thành phố Phoenix, khu vực này còn bao gồm các quận Maricopa và Pinal.
Dân số của khu vực đô thị Phoenix tăng 45,3% từ 1990 đếnăm n năm 2000, so với mức bình quân Hoa Kỳ 15%, khiến cho bang này là bang có tốc độ tăng dân số nhanh thứ nhì của Hoa Kỳ (bang có mức tăng nhanh nhất là Nevada). Theo điều tra dân số năm 2000, dân số của khu vực đô thị là 3.251.876 người. Dân số ước tính tại thời điểm 1 tháng 4 năm 2010 là 4.192.887 người, làm cho nó là vùng đô thị lớn thứ 14 tại Hoa Kỳ, chỉ đứng sau Inland Empire (California) và trước Seattle-Tacoma-Bellevue, Washington. Metro Phoenix tăng 941.011 nghìn người, từ tháng 4 năm 2000 đến tháng 4 năm 2010.